# Acquedotto Galermi
L'acquedotto Galermi è il più lungo ed importante acquedotto antico di Siracusa, esso prende il nome dalla contrada Galermi, toponimo di origine incerta, forse araba col significato di "buco d'acqua". Il Fazello definì l'acquedotto Conductus pulchrae foeminae, (saja della Bella Femmina)

## Storia
L'acquedotto fu costruito da Gelone nel 480 a.C. utilizzando come manodopera i Cartaginesi vinti nella battaglia di Imera. La sua costruzione fu certamente difficoltosa, sia per l'esigenza di mantenere una pendenza costante che per il superamento delle problematiche legate al territorio: burroni e avvallamenti. L'escavazione avvenne con la tecnica del fuoco, il quale ammorbidiva la roccia consentendo una migliore friabilità. Nel corso dell'avanzamento venivano costruiti dei pozzetti di ispezione con delle scale ricavate dalla roccia stessa. I pozzi servivano non solo come via di accesso, ma come via per lo scarico del materiale di risulta e, una volta in servizio, consentiva l'individuazione di tappi o crolli tramite la fuoriuscita delle acque.
(Tommaso Fazello)

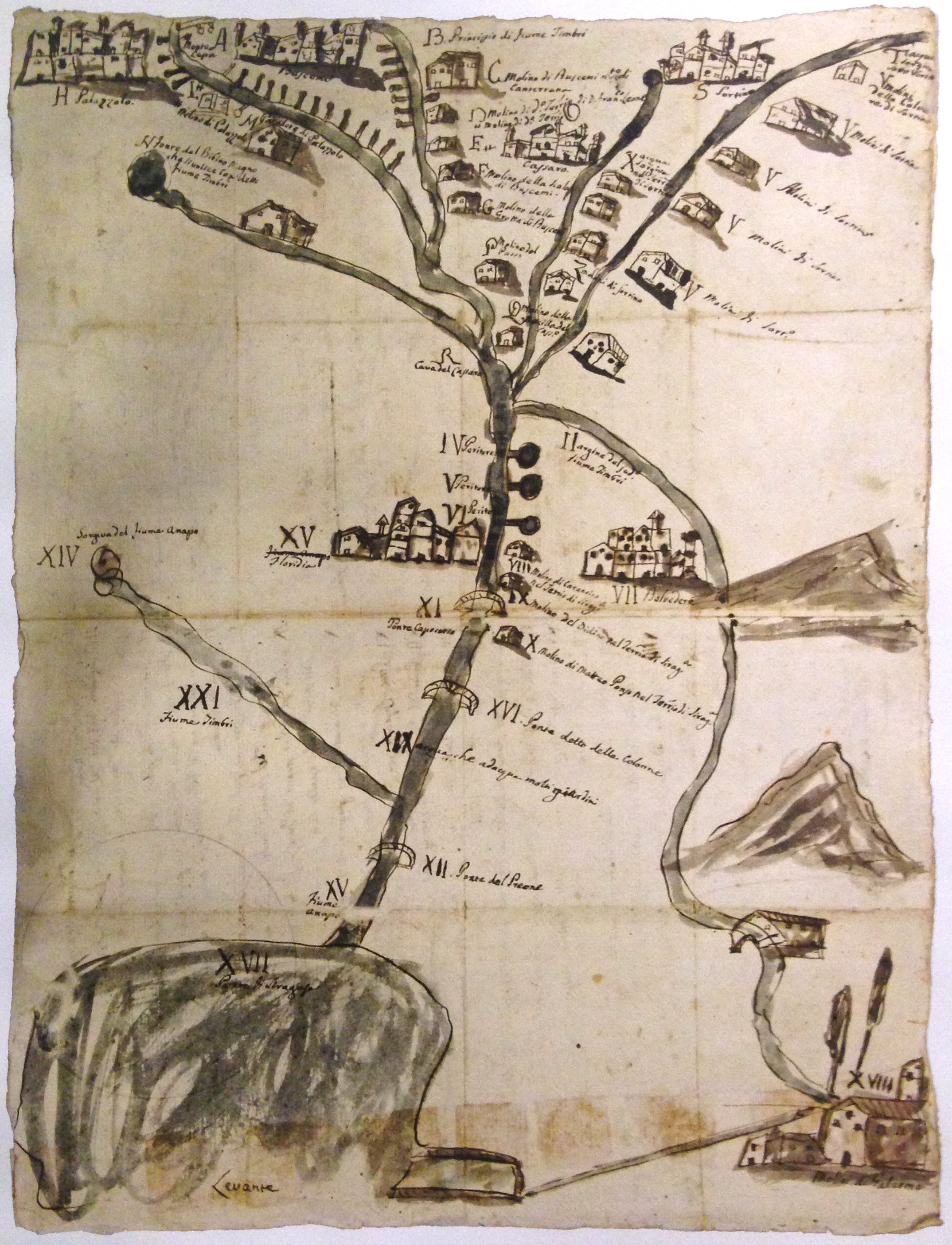
Antica pianta dell'acquedotto Galermi, 17 maggio 1785

Il 16 novembre 1576 venne firmato un patto, con il quale la città di Siracusa riconosceva al barone Pietro Gaetani l'assoluto diritto di questi sull'acqua che doveva arrivare nella città aretusea. Dunque il barone divenne il solo proprietario di un bene comune e fondamentale come l'acqua. In cambio il barone si impegnava a sue spese a riattivare l'antico acquedotto Galermi e di farlo confluire fino al colle Temenite a Siracusa. Lì avrebbe costruito dei mulini (sulla cavea del Teatro Greco) di proprietà dello stesso barone. A questo accordo di assoluto privilegio si aggiungeva:
(Tommaso Gargallo, Memorie Patrie Per Lo Ristori Di Siracusa, Volume 1, pag. 52-53)

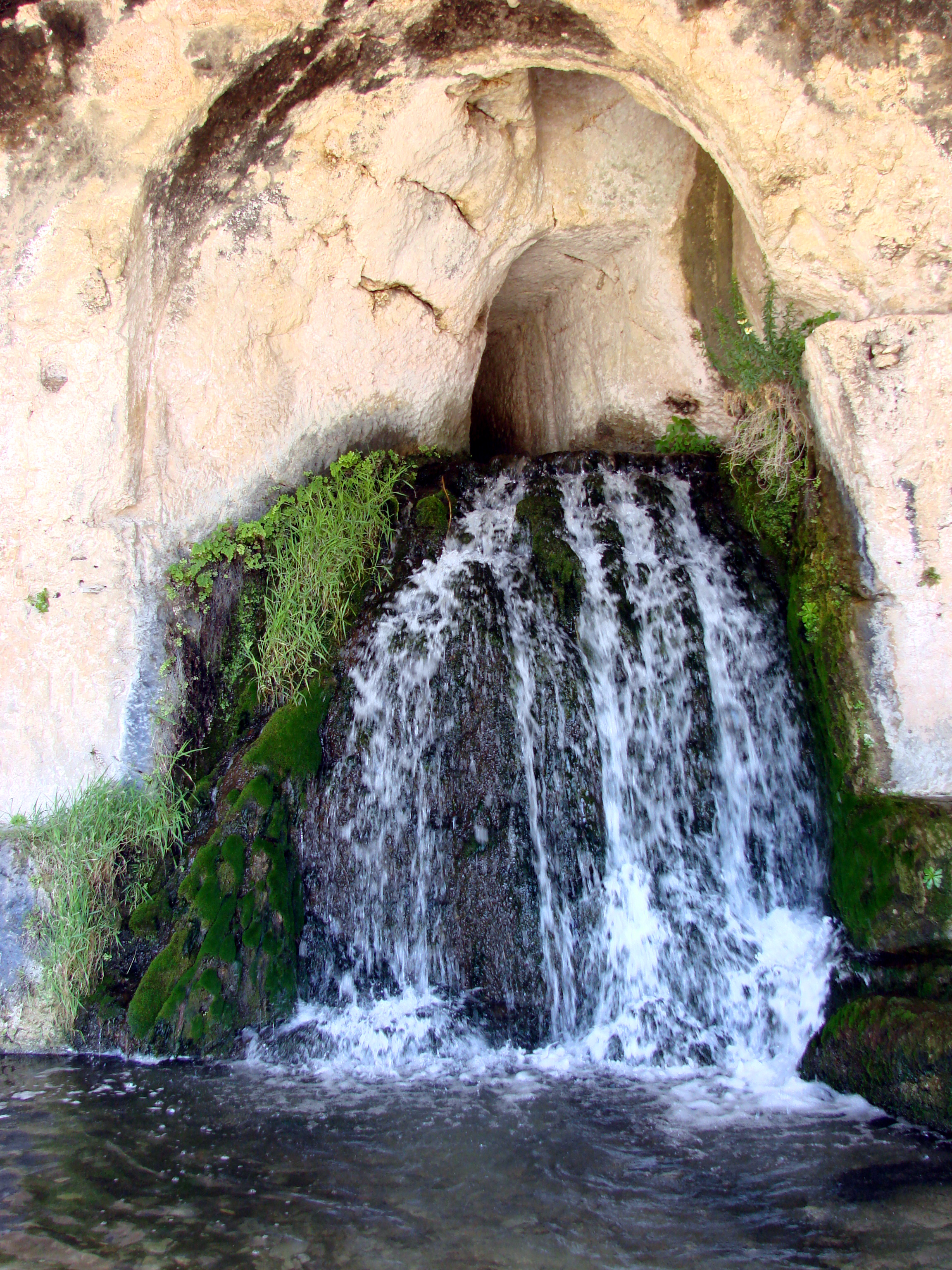
La Grotta del ninfeo, punto di sbocco dell'acquedotto

Questo accordo creò nel tempo molti malumori in quanto concedevano fin troppi privilegi al barone, infatti nel 1788 l'acquedotto fu al centro di una controversia tra lo Stato e gli eredi dell'antico feudatario di Sortino. La controversia sorse a causa dell'uso esclusivo delle acque che aveva più volte escluso il duca di Floridia all'approvvigionamento tramite l'utilizzo dei "peritoi". Ciò comportava, specie nel periodo estivo una riduzione dei flussi di acqua che danneggiavano i vari soggetti che ne usufruivano.
Solo nel 1933 con l'emanazione di un Regio Decreto si sancisce definitivamente che la proprietà delle acque e il sottosuolo sono esclusiva proprietà dello Stato. La controversia aveva coinvolto tutti gli eredi del marchese Specchi e cioè le famiglie Gaetani, Bellìa Gaetani, Gaetani di Naro ecc. e si concluse con la condanna per tutti gli eredi al pagamento di una ingente somma per danno erariale e spese di giustizia. L'antico acquedotto fu finalmente utilizzato per convogliare le acque della città che ancora oggi sfruttano parte dell'antica opera.
Oggigiorno dall'acquedotto si diramano altre due condotte secondarie, lunghe circa 1 km ciascuna, dette del Paradiso e delle Tre Miglia.

## L'acquedotto

### Caratteristiche
Scavato nella roccia viva, esso era inizialmente lungo circa 40 km attingendo l'acqua direttamente dal monte Lauro; in epoca successiva fu accorciato fino ad una lunghezza tra i 25 e i 29 km, attingendo dalle sorgenti del torrente Calcinara nei pressi di Pantalica sino alla parte alta della città in corrispondenza della Casa dell'acqua, presso il quartiere Neapolis. Da lì devia per sgorgare presso la grotta del ninfeo sul teatro greco. L'acquedotto percorre la roccia viva dei monti Iblei e dei Climiti, ma passa anche su terreno in trincea con coperture a lastra. La pendenza media calcolata da Cristoforo Cavallari è dello 0,5% con variazioni di pendenza in base ai diversi punti. Presso l'incile del torrente Bottigliera la pendenza supera il 5%.

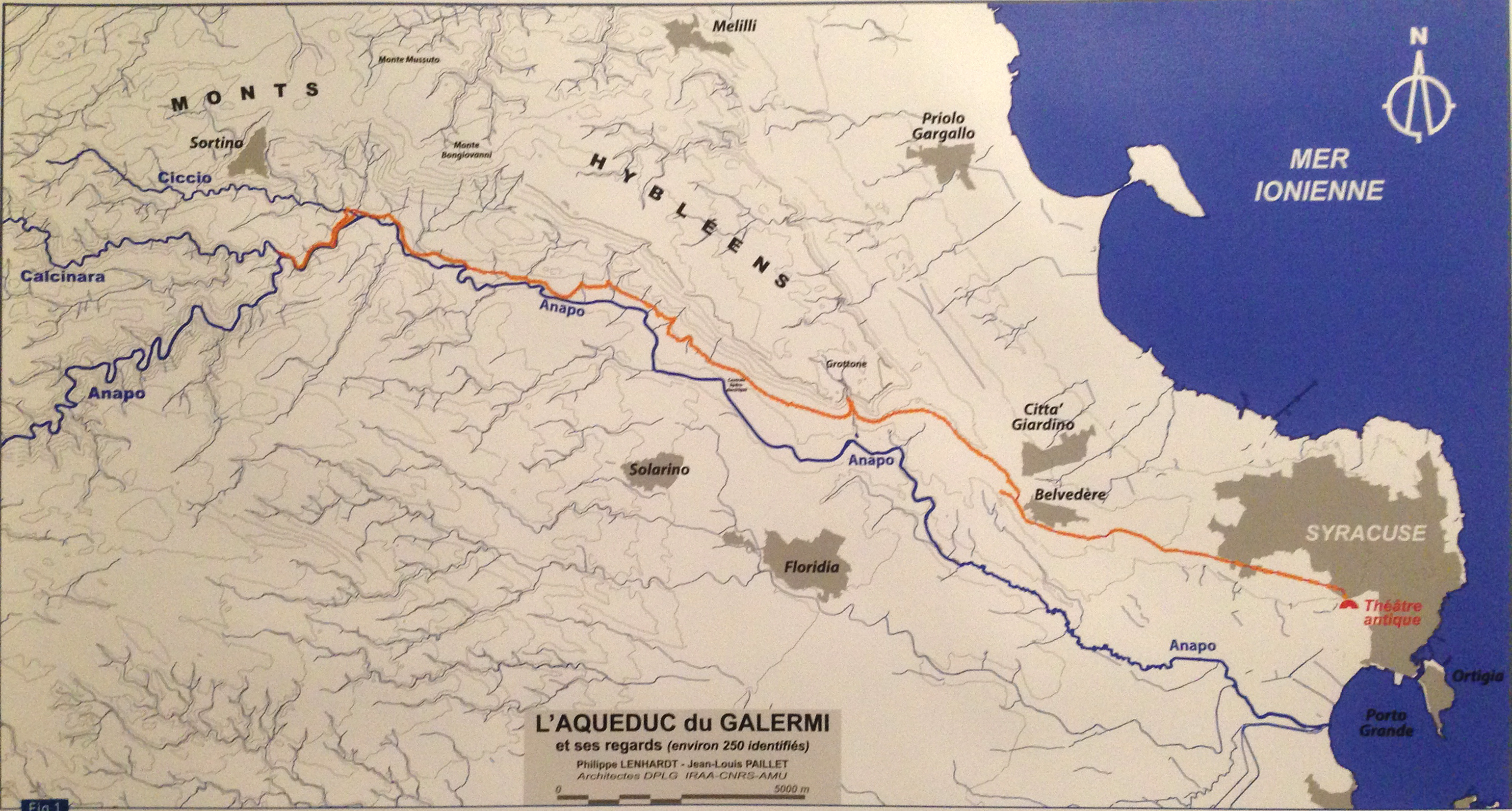
Il tracciato dell'acquedotto con i punti di presa presso il torrente Ciccio e il Calcinara-Anapo

L'altezza dell'acquedotto varia dai 1,70 m a 1,90m mentre la larghezza tra i 40 cm e i 1,35 m. In media la sezione è di 70 cm di larghezza e 1,80 m di altezza. La sua portata è di circa 500 litri al secondo.
È considerato l’acquedotto più antico d’Italia, la sua costruzione partì agli inizi del VI secolo a.C.

### Ricostruzione delle tecniche di scavo

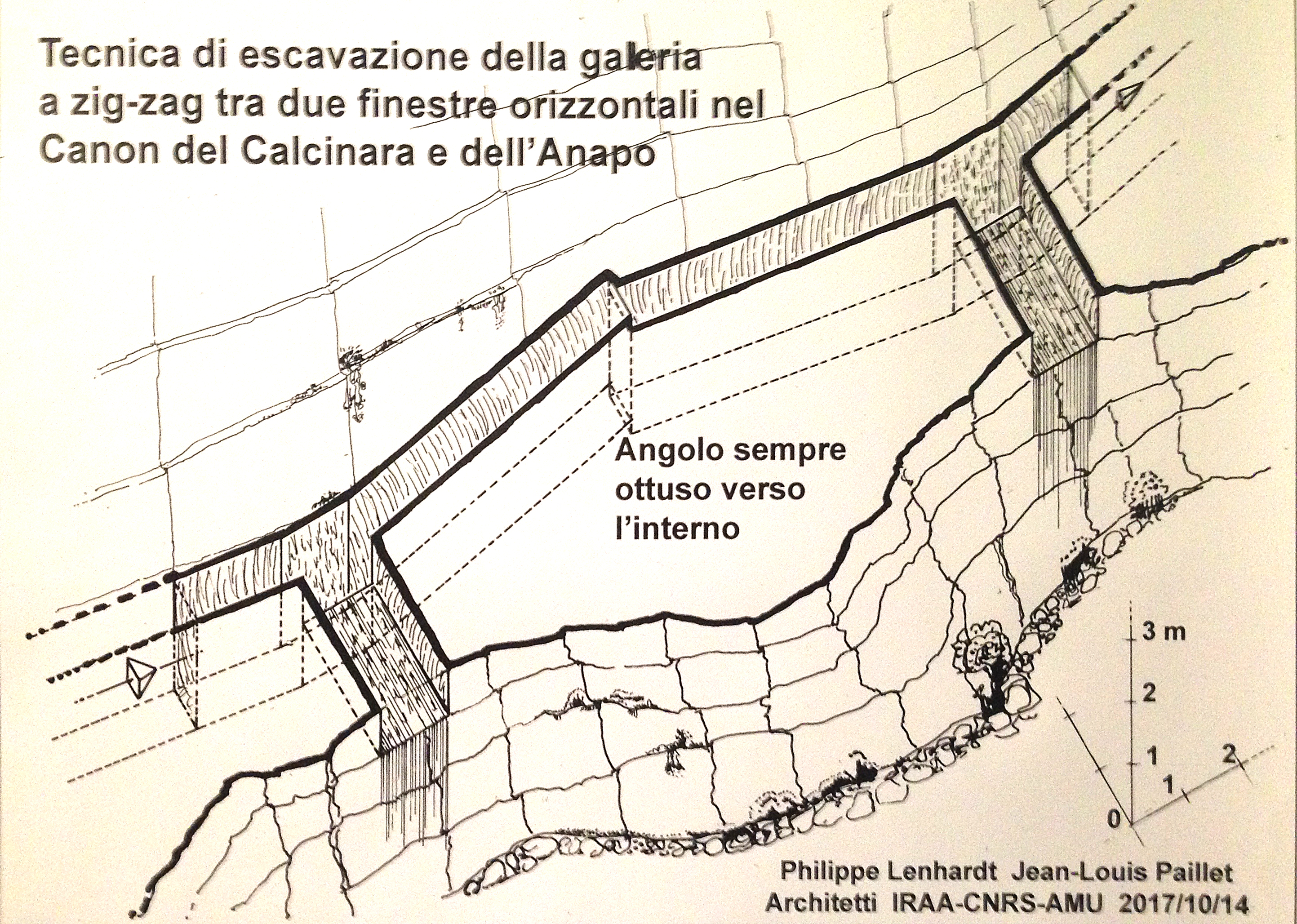
Tecnica di scavo a zig-zag

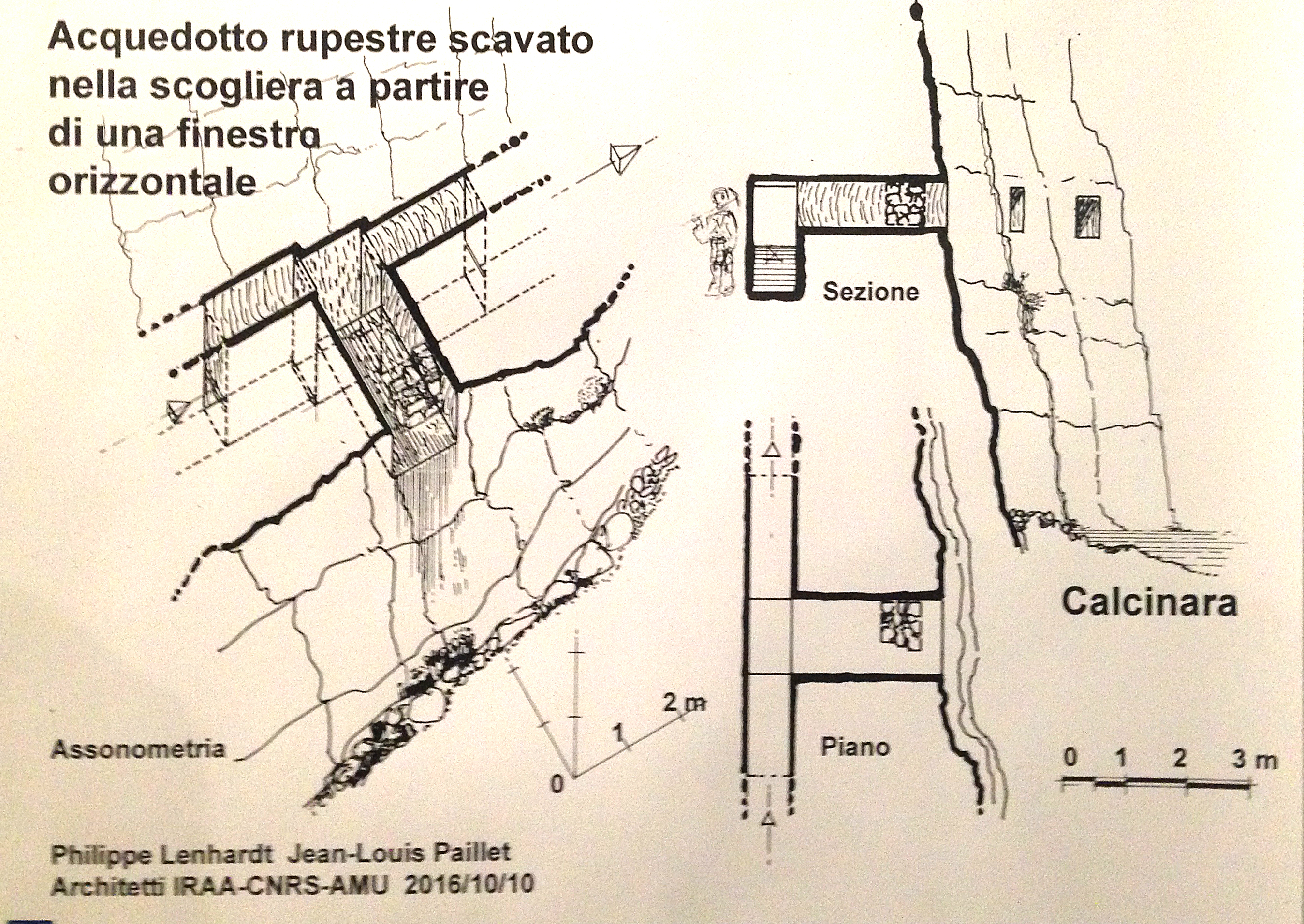
Tecnica di scavo, gli accessi laterali

In base ai rilievi effettuati si è riscontrato che nelle parti scavate nella roccia sul fianco dei monti l'andamento dello scavo, nonché quello del tracciato, mostra un avanzamento a zig-zag. Ciò dipende dalla tecnica costruttiva in quanto gli operai iniziavano con lo scavare delle aperture laterali (in altri casi verticali) secondo una distanza regolare tra i 25 e i 35 m. Le due squadre lavoravano muovendosi in direzioni opposte congiungendosi. Le maestranze per garantire l’incontro dei tratti di tunnel applicarono la tecnica di Eupalino, cioè quando i due opposti fronti di scavo erano prossimi  (probabilmente si udivano distintamente i colpi degli attrezzi di scavo) iniziavano a curvare verso la stessa direzione geografica (rispettivamente per una squadra a destra e per l’altra a sinistra). Con questo espediente mentre una squadra avrebbe deviato invano l’altra avrebbe sicuramente incontrato il punto di congiungimento Questa tecnica permetteva di controllare meglio l'avanzamento del lavoro e di evitare di sfondare la parete laterale, limitando così gli errori. All'interno delle gallerie le aperture laterali consentivano l'illuminazione ma anche la fuoriuscita del materiale di risulta, mentre ad opera terminata permettevano l'accesso. Nei punti più profondi venivano create delle nicchie per appoggiarvi le lanterne. Per l'orientamento si usava la diottra che consentiva la misura degli angoli, il corobate invece misurava le pendenze.
L'opera è considerata un capolavoro di ingegneria idraulica e segue le indicazioni dettate successivamente da Vitruvio per la pendenza ottimale. Si nota poi come l'acquedotto, rispetto ad altri acquedotti greci, presentasse un grande livello di precisione e finezza costruttiva.
L'ultimo studio sistematico dell'acquedotto è stato condotto dall'Università di Aix-Marseille dall'equipe diretta da Sophie Bouffier. I risultati del lavoro sono stati presentati il 20 ottobre 2017 con un convegno al Museo Paolo Orsi di Siracusa.